# Конвой «Ганза № 6»
Конвой «Ганза № 6» — японський конвой часів Другої світової війни, проведення якого відбувалось у серпні 1943-го.
Пунктом призначення конвою стала затока Ганза на північно-східному узбережжі Нової Гвінеї (приблизно посередині між головним японським гарнізоном у Веваку та важливим опорним пунктом у Мадангу), тоді як вихідним пунктом був Палау — важливий транспортний хаб на заході Каролінських островів.
До складу конвою увійшли транспорти «Бенгал-Мару», «Тайфуку-Мару», «Мая-Мару», «Сінсей-Мару № 1» (Shinsei Maru No. 1) та «Йошида-Мару № 3» (Yoshida Maru No. 3), які, зокрема, перевозили три сотні військовослужбовців 20-ї піхотної дивізії, сотню автомобілів та сотню коней. Охорону забезпечували мінний загороджувач «Ширатака» та мисливець за підводними човнами CH-34.
2 серпня 1943-го конвой вийшов з порту і вранці 8 серпня досягнув пункту призначення. Після розвантаження судна рушили назад, при цьому спершу вони прямували двома загонами — після опівдня 9 серпня рушили «Ширатака» і три судна, а за дві години попрямували CH-34 з іншими транспортами. 12 серпня обидва загони об'єднались.
Хоча поблизу Палау регулярно діяли американські підводні човни, а Ганза перебувала в межах досяжності ворожої авіації, проте конвой пройшов без втрат і 14 серпня повернувся на Палау.